# Private Lies
Pour plus de détails, voir Fiche technique et Distribution.
Private Lies (Scheidung auf amerikanisch) est un téléfilm dramatique allemand réalisé par Sherry Hormann et diffusé en 2001. 

## Fiche technique
- Titre original : Scheidung auf amerikanisch
- Titre français : Private Lies
- Réalisation : Sherry Hormann
- Scénario : Gabriela Sperl
- Photographie : Ken Kelsch
- Montage :
- Musique : Mason Daring
- Costumes : Esther Walz
- Pays d'origine : Allemagne
- Langue originale : allemand
- Format : couleur
- Genre : dramatique
- Durée : 90 minutes
- Première diffusion :  
  - Allemagne : 28 février 2001

## Distribution
- Martina Gedeck : Sarah
- John Corbett : David
- Vyto Ruginis : Bob
- Marianne Sägebrecht : Betty
- Rosemarie Fendel : Emma
- Margaret Colin : Ellen
- Eric Bruno Borgman : Mill Worker
- Kevin Chapman :
- Peter Gerety :